# Stray Cats (álbum)
Stray Cats es el álbum debut de estudio de la banda homónima de rockabilly estadounidense, lanzado inicialmente en el Reino Unido por Arista Records en febrero de 1981. El álbum fue producido por Dave Edmunds.
El álbum fue exitoso en Gran Bretaña, fue el puesto 6 en el UK Albums Chart, y produjo los éxitos del UK Top 40 «Runaway Boys» (puesto 9), «Rock This Town» (puesto 9) y «Stray Cat Strut» (puesto 11). El Salón de la Fama del Rock and Roll incluyó a «Rock This Town» como una de las «500 canciones que dieron forma al rock and roll».
La quinta pista, «Storm the Embassy», se escribió sobre la crisis de los rehenes en Irán entre 1979 y 1980.
El álbum solo fue lanzado en los Estados Unidos después del éxito del primer álbum estadounidense de la banda, Built for Speed de 1982. Aun así, seis de las canciones de Stray Cats («Rock This Town», «Stray Cat Strut», «Rumble in Brighton», «Runaway Boys», «Double Talkin' Baby» y «Jeanie, Jeanie, Jeanie») ya estaban incluidas en Built for Speed.

## Lista de canciones
| N.º | Título                   | Escritor(es)                                    | Productor(es)             | Duración |  |
| 1.  | «Runaway Boys»           | Brian Setzer, Slim Jim Phantom                  | Dave Edmunds              | 3:03     |  |
| 2.  | «Fishnet Stockings»      | Brian Setzer                                    | Brian Setzer y Stray Cats | 2:25     |  |
| 3.  | «Ubangi Stomp»           | Charles Underwood                               | Brian Setzer y Stray Cats | 3:14     |  |
| 4.  | «Jeanie, Jeanie, Jeanie» | George Motola, Ricky Page                       | Dave Edmunds              | 2:21     |  |
| 5.  | «Storm the Embassy»      | Brian Setzer, Slim Jim Phantom                  | Brian Setzer y Stray Cats | 4:08     |  |
| 6.  | «Rock This Town»         | Brian Setzer                                    | Dave Edmunds              | 3:28     |  |
| 7.  | «Rumble in Brighton»     | Brian Setzer, Slim Jim Phantom                  | Brian Setzer y Stray Cats | 3:16     |  |
| 8.  | «Stray Cat Strut»        | Brian Setzer                                    | Dave Edmunds              | 3:16     |  |
| 9.  | «Crawl Up and Die»       | Brian Feli, Jim Feli                            | Dave Edmunds              | 3:13     |  |
| 10. | «Double Talkin' Baby»    | Danny Wolfe                                     | Dave Edmunds              | 3:05     |  |
| 11. | «My One Desire»          | Dorsey Burnette                                 | Dave Edmunds              | 2:57     |  |
| 12. | «Wild Saxaphone»         | Roy Montrell, John Marascalco, Robert Blackwell | Brian Setzer y Stray Cats | 3:01     |  |

## En la cultura popular
«Rock This Town» fue presentada en el 2006 en los videojuegos Guitar Hero II, Cars y Elite Beat Agents; y en la serie de televisión The Americans (2013).
En la séptima temporada de Bailando con las estrellas, Rocco DiSpirito y Karina Smirnoff bailaron un foxtrot con «Stray Cat Strut». William Levy y Cheryl Burke también bailaron un foxtrot con esta canción en la temporada 14 del programa.
«Ubangi Stomp» apareció en la película surcoreana de 1998 The Quiet Family, y en la película rusa de 2005 Zhmurki (Жмурки).

## Personal
Stray Cats
- Brian Setzer - guitarra, voz
- Slim Jim Phantom - batería
- Lee Rocker - bajo

Personal adicional
- Gary Barnacle - saxofón
- Gavin Cochrane - fotografía

## Posicionamientos en listas
| Lista (1981)                          | Posición más alta |
| ------------------------------------- | ----------------- |
| Australia (Kent Music Report)         | 41                |
| Reino Unido (Official Charts Company) | 6                 |